# Aconitum anthoroideum
Aconitum anthoroideum är en ranunkelväxtart som beskrevs av Dc.. Aconitum anthoroideum ingår i släktet stormhattar, och familjen ranunkelväxter. Inga underarter finns listade i Catalogue of Life.